# Forças Armadas de Luxemburgo
As Forças Armadas do Luxemburgo são constituídas por um único membro: o exército. Antigamente, o Exército luxemburguês era comandado por um coronel, mas desde 2008 é comandado por um general. Luxemburgo tem um navio de guerra em Bruges, Bélgica, e alguns aviões de combate situados em Luxemburgo (cidade). Desde 1967, o exército é formado por voluntários. Tem um pequeno contingente entorno de 3.000 soldados profissionais, 4.500 recrutas alistados e 1.000 civis, e um orçamento total de US$ 120 milhões. O exército está sob controle civil. O Comandante em chefe é o Grão-Duque, mas no dia a dia a responsabilidade pela defesa nacional pertence ao Ministro da Defesa, Jean-Louis Schiltz, atualmente, (desde 23 de fevereiro de 2006), no âmbito do Ministério dos Negócios Estrangeiros e da Imigração.
Em 2009, as forças armadas pediram a fábrica da Airbus um A400M para o transporte de tropas.

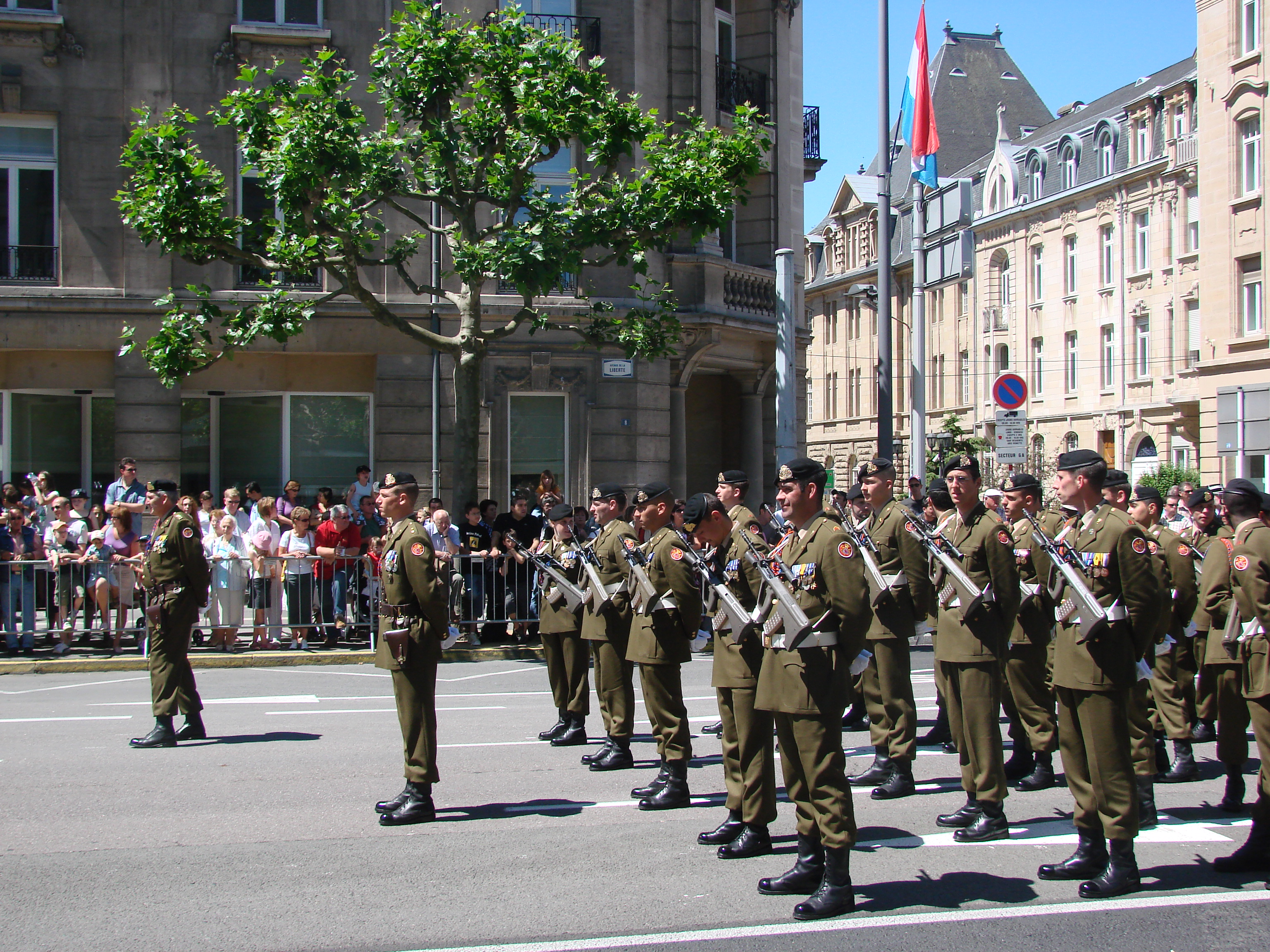
Soldados luxemburgueses durante o dia nacional.